# Escaphiella litoris
Espèce
Synonymes
- Scaphiella litoris Chamberlin, 1924

Escaphiella litoris est une espèce d'araignées aranéomorphes de la famille des Oonopidae.

## Distribution
Cette espèce se rencontre aux États-Unis en Californie dans le comté de San Diego et au Mexique en Basse-Californie et en Basse-Californie du Sud,.

## Description
Le mâle décrit par Platnick et Dupérré en  2009 mesure 1,80 mm et la femelle 1,75 mm.

## Publication originale
- Chamberlin, 1924 : The spider fauna of the shores and islands of the Gulf of California. Proceedings of the California Academy of Sciences, sér. 4, vol. 12, p. 561-694 (texte intégral).